# Soltorgsgymnasiet

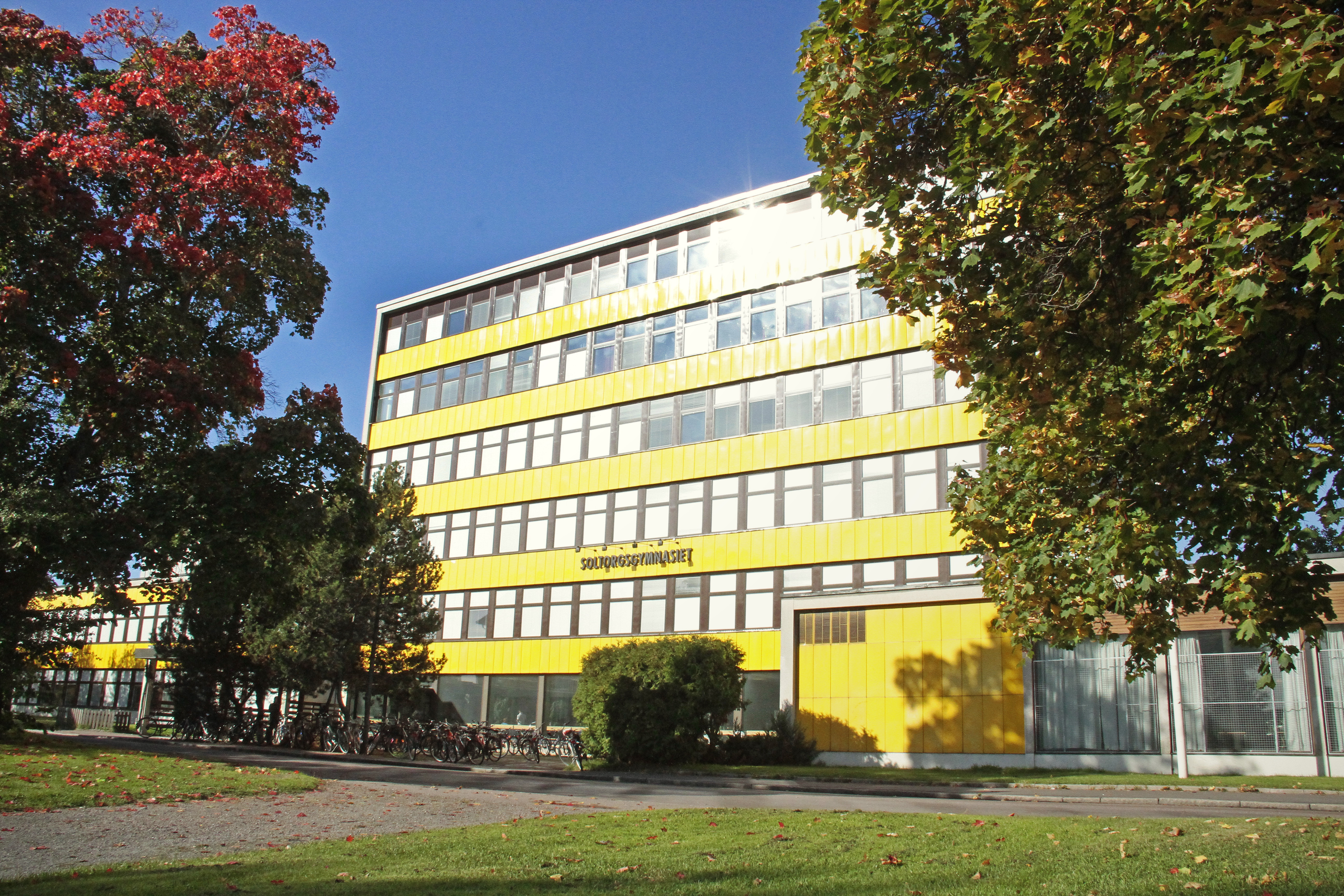
Soltorgsgymnasiet sett ifrån framsidan.

Soltorgsgymnasiet är en kommunal gymnasieskola i Borlänge. Skolan invigdes 1961 under namnet Högre Tekniska Läroverket i Borlänge. Skolan bytte senare namn till Soltorgsskolan och därefter till sitt nuvarande namn.
Skolan har totalt omkring 500 elever fördelade på naturvetenskapsprogrammet, humanistiska programmet och teknikprogrammet. Man har även en gymnasieingenjörsutbildning. Inriktningen för denna är informationsteknik med fokus på mjukvarudesign.

### Övriga källor
- Soltorgsgymnasiet
- Mer om Soltorgsgymnasiet